# キャンベル郡 (ケンタッキー州)
キャンベル郡（英: Campbell County）は、アメリカ合衆国ケンタッキー州の最北端に位置する郡である。人口は9万3076人（2020年）。郡庁所在地はアレクサンドリアおよびニューポートであり、同郡で人口最大の都市はフォートトーマスである。シンシナティ・北ケンタッキー都市圏に属している。
キャンベル郡は、1794年12月17日にスコット郡、ハリソン郡、メイソン郡の一部を合わせて設立された。郡名はアメリカ独立戦争の軍人ジョン・キャンベル大佐（1735年-1799年）に因んでいる。

## 歴史
キャンベル郡は、ケンタッキー州が州に昇格した2年後の1794年12月17日に、州内19番目の郡として設立された。スコット郡、ハリソン郡、メイソン郡の一部を合わせて設立された。当初の郡域には現在のブーン郡、ケントン郡、ペンドルトン郡の全域とブラッケン郡およびグラント郡の大半が含まれていた。キャンベル郡の郡名は、アイルランドからの移民であり、軍人、探検家、政治家で、ケンタッキー州憲法の起草に参加したジョン・キャンベル大佐に因んで名付けられた。

### 郡庁所在地
開拓者の入植地ウィルミントンが1794年から1797年までキャンベル郡の初代郡庁所在地だった。
1797年から1823年までは、ニューポートが郡庁所在地だった。
1823年には、当時の郡域の中央に位置していたバイセイリアに移されたが、住民の圧倒的多数が郡域の北部に住んでいたので、この移動は不人気だった。
1824年にはニューポートに戻され、1840年まで続いた。
1840年、キャンベル郡のかなりの領域を使ってケントン郡が設立された。同年、新しい州法で郡庁所在地をニューポートからアレクサンドリアに移すことが強制された。郡庁所在地に法的に結び付けられている郡の事務所全てが移転の対象になった。このときも郡民の多くが北部に住んでいたので、郡庁をアレクサンドリアに移すことは好まなかった。
1883年、長年続いたロビー活動の後で、ケンタッキー州はキャンベル郡が郡庁舎地区を形成することを認める特別法を制定した。このことで、アレクサンドリアで郡の仕事を行うという法的な要求事項に加えて、ニューポートでも郡の仕事を行うことが可能になった。
この特別な郡庁舎認可法によってニューポートも郡庁所在地であり、キャンベル郡は2つの郡庁所在地を持つという誤解を生むことになった。しかし、2009年の裁判所判決によって、アレクサンドリアが唯一の郡庁所在地であり、ニューポートは違うと裁定された。この判決は、「1840年、ケンタッキー州議会の法に従って、当時ニューポートにあった郡庁所在地はアレクサンドリアに設定された。キャンベル郡の郡庁所在地としてアレクサンドリアを指定したこの正式決定が変更されたという証拠は裁判所に提出されていない。歴史家、辞典、政府機関によって、ニューポートが郡庁所在地であるとか、2つの郡庁所在地の1つであるとか見なす被告人から出された証拠は、郡政府と郡庁の仕組みが法に従ってキャンベル郡で過去150年間如何に機能してきたかという実際的事実に基づいている。しかし、ニューポートの郡庁舎地区に関する特別法のどれもニューポートを郡庁所在地だと指定してはいない。」という説明だった。
しかし、2010年11月24日に下された州裁判所の判決は、アレクサンドリアとニューポートの双方が郡庁所在地だと裁定した。

## 地理
アメリカ合衆国国勢調査局に拠れば、郡域全面積は159.43平方マイル (412.9 km2)であり、このうち陸地151.55平方マイル (392.5 km2)、水域は7.87平方マイル (20.4 km2)で水域率は4.94%である。

### 主要高規格道路
- 州間高速道路275号線
- 州間高速道路471号線
- アメリカ国道27号線
- ケンタッキー州道8号線
- ケンタッキー州道9号線

### 隣接する郡
- ハミルトン郡 (オハイオ州) - 北、オハイオ川の対岸
- クラーモント郡 (オハイオ州) - 東、オハイオ川の対岸
- ペンドルトン郡 - 南
- ケントン郡 - 西

## 人口動態
以下は2000年国勢調査による人口統計データである。
| 基礎データ - 人口: 88,616人 - 世帯数: 34,742 世帯 - 家族数: 23,103 家族 - 人口密度: 226人/km2（585人/mi2） - 住居数: 36,898軒 - 住居密度: 94軒/km2（244軒/mi2） 人種別人口構成 - 白人: 96.64% - アフリカン・アメリカン: 1.57% - ネイティブ・アメリカン: 0.17% - アジア人: 0.54% - 太平洋諸島系: 0.01% - その他の人種: 0.31% - 混血: 0.76% - ヒスパニック・ラテン系: 0.86% 年齢別人口構成 - 18歳未満: 25.6% - 18-24歳: 9.8% - 25-44歳: 30.6% - 45-64歳: 21.3% - 65歳以上: 12.6% - 年齢の中央値: 45歳 - 性比（女性100人あたり男性の人口） - 総人口: 93.2 - 18歳以上: 89.1 | 世帯と家族（対世帯数） - 18歳未満の子供がいる: 32.5% - 結婚・同居している夫婦: 50.3% - 未婚・離婚・死別女性が世帯主: 12.3% - 非家族世帯: 33.5% - 単身世帯: 28.6% - 65歳以上の老人1人暮らし: 9.9% - 平均構成人数 - 世帯: 2.49人 - 家族: 3.09人 収入と家計 - 収入の中央値 - 世帯: 41,903米ドル - 家族: 51,481米ドル - 性別 - 男性: 37,931米ドル - 女性: 27,646米ドル - 人口1人あたり収入: 20,637米ドル - 貧困線以下 - 対人口: 9.3% - 対家族数: 7.3% - 18歳未満: 12.2% - 65歳以上: 7.9% |

## 都市と町

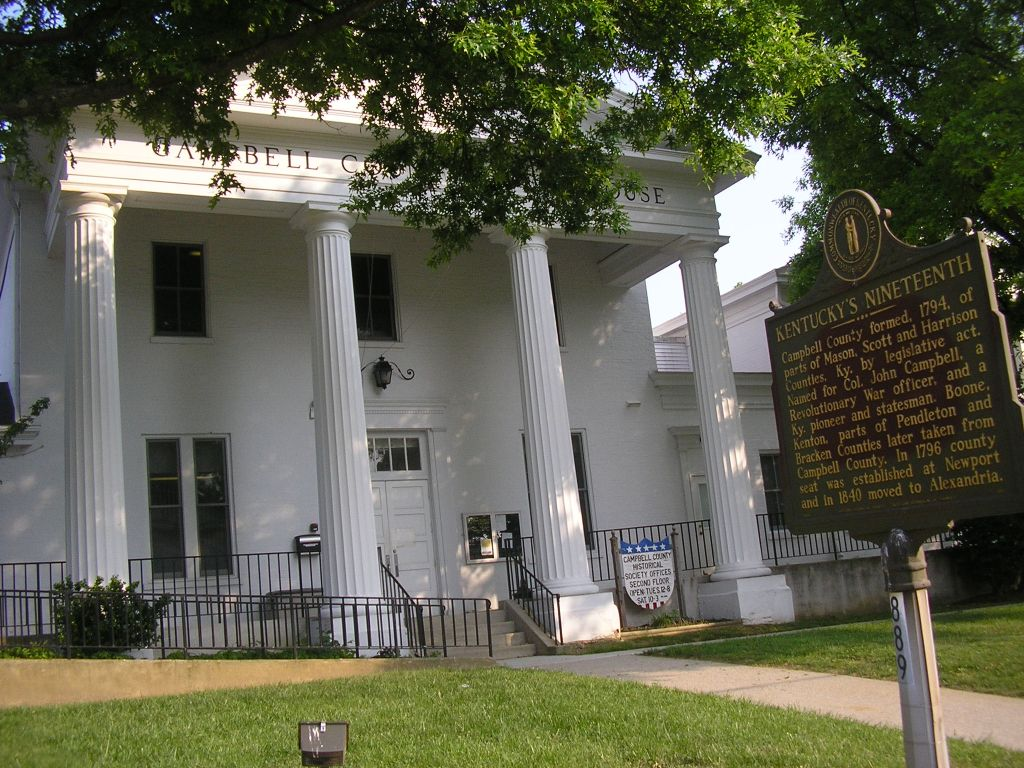
キャンベル郡庁舎と歴史標識、アレクサンドリア市

| - アレクサンドリア - 郡庁所在地 - ベルビュー - カリフォーニア - クラリービル - コールドスプリング - クレストビュー - デイトン - フォートトーマス | - ハイランドハイツ - メルボーン - メンター - ニューポート - 郡庁所在地 - シルバーグローブ - サウスゲイト - ワイルダー - ウッドローン |

## 教育
郡内には公立6つと私立1つの教育学区がある。郡内の生徒は6つの公立高校と2つの教区高校に通っている。ハイランドハイツにある北ケンタッキー大学が地域の高等教育機関である。

### 公立高校
- ベルビュー独立学校、ベルビュー市
- キャンベル郡学校、アレクサンドリア市
- デイトン独立学校、デイトン市
- フォートトーマス独立学校、フォートトーマス市
- ニューポート独立学校、ニューポート市
- シルバーグローブ独立学校、シルバーグローブ市

### 私立高校
- コビントン教区
  - ビショップ・ブロッサート高校、アレクサンドリア市
  - ニューポート・セントラル・カトリック高校、ニューポート市